# Cináed mac Artgaile
Cináed mac Artgaile (mort en 792) est un roi de Connacht issu des Uí Briúin Aí une branche des Connachta. Il est le fils de Artgal mac Cathail (mort en 791), un précédent souverain.Il appartient au sept Síl Cathail des Uí Briúin.

## Règne
La succession du roi Tipraite mac Taidg ouvre après 786 une période de confrontation entre les septs Uí Fiachrach Muaide et Uí Aillelo qui tentent de s'emparer de la royauté pour eux-mêmes au détriment des Uí Briúin Aí. Dans ce contexte Cináed n'est désigné comme roi ni par les « Listes de Rois » ni par les annales.

## Guerre entre les Connachta
En 787 la bataille de Gola oppose les Uí Fiachrach et les Uí Briun et la victoire revient au Uí Fiachrach. Toutefois c'est une « victoire à la Pyrrhus » et leur roi Cathmug mac Duinn Cothaid, fils de Donn Cothaid mac Cathail est tué ainsi que Dub-Díbeirg mac Cathail des Uí Briúin, l'oncle de Cináed . En 787, les Uí Fiachrach Muaide massacre les Uí Briúin d'Umall et tunent leur roi Flathgal fils de Flannabra.
En 788 la Loi de Saint Ciarán est mise en œuvre dans le Connacht. Toutefois un autre combat fratricide entre les Connachta intervient dès 789 à Druim Góise où Fogartach mac Cathail, un autre oncle de Cináed est défait et doit s'enfuir. Pendant ce temps les Uí Aillelo écrase les Luigne à la bataille d'Achad Ablae dans la baronnie de Corann en 789. et en 790 il gagne la bataille d'Áth Rois sur les Luigne et tue le chef de leurs trois septs, Dub da Tuath fils de Aillil mac Flaithgusa. En 792 Cináed est vaincu et tué par Muirgius mac Tommaltaig lors de la bataille de Sruth Cluana Argai (Cloonargid, comté de Roscommon) c'est à partir de cet événement que les annales font commencer le règne de Muirgius,.

## Sources
- (en) Francis John Byrne, Irish Kings and High-Kings, Londres, Batsford, 1973 (ISBN 0-7134-5882-8)
- (en) T.W Moody, F.X. Martin, F.J. Byrne A New History of Ireland IX Maps, Genealogies, Lists. A companion to Irish History part II . Oxford University Press réédition 2011  (ISBN 9780199593064) Kings of Connacht to 1224 p. 138.